# Fehérfejű rétisas

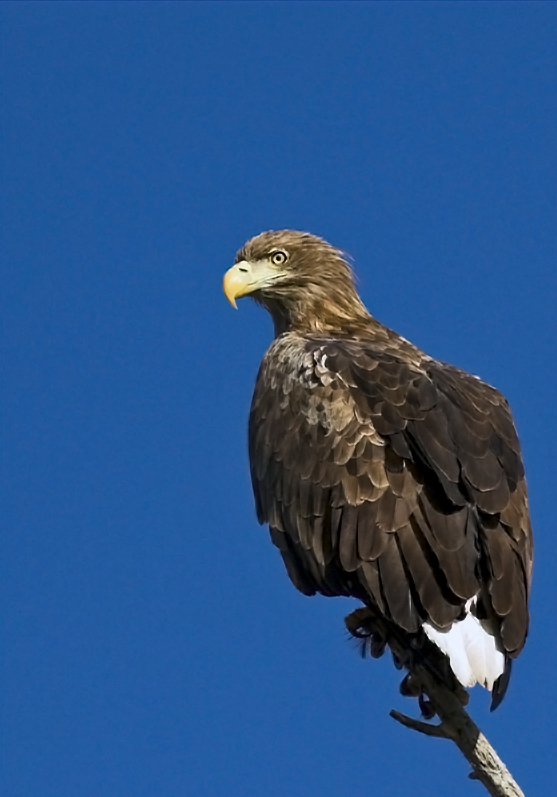
Rétisas (Haliaeetus albicilla), a fehérfejű rétisas legközelebbi rokona

A fehérfejű rétisas (Haliaeetus leucocephalus) a madarak (Aves) osztályának vágómadár-alakúak (Accipitriformes) rendjébe, ezen belül a vágómadárfélék (Accipitridae) családjába tartozó faj.
Ez a ragadozó madár az észak-amerikai kontinens egyik legismertebb madara, az Amerikai Egyesült Államok nemzeti szimbóluma, az ország címerében is szerepel. Ennek a Haliaeetus-fajnak két alfaja van; a rétisassal (Haliaeetus albicilla) fajkomplexumot alkot, vagyis külső vizsgálat alapján nem, vagy alig különböztethetők meg egymástól, azonban nem képesek szaporodni egymással, és a genetikai összehasonlításuk szerint külön fajoknak tekintendők. Előfordulási területe magába foglalja Kanadát és Alaszkát, valamint az Amerikai Egyesült Államok kontinentális területének a legnagyobb részét és Észak-Mexikót. Azokat az élőhelyeket kedveli, ahol nagy, táplálékkal teli nyílt vizek és hatalmas, öreg fák találhatók, melyeken nyugodtan fészkelhet.
Legfőbb tápláléka a hal, azonban sok más egyebet is zsákmányol. Vadászat közben „rázuhan” az áldozatra, és karmaival elkapja zsákmányát. Az ivarérettséget 4–5 éves korában éri el. Az észak-amerikai madarak között a fehérfejű rétisas készíti a legnagyobb fészket. A fészek 2 méter széles, 4 méter mély és akár 1 tonnás is lehet.
A felnőtt példány általában barna tollazatú, fehér fejjel és farokkal. A nemek egyforma színűek, de a tojók nagyobbak, mint a hímek. Csőre nagy és kampós végű. A fiatal példány tollazatának színezete teljesen barna. A sas angol megnevezése „Bald Eagle”, amely kopasz sast jelent; korábban a „bald” szó fehérfejet is jelentett, tehát manapság fehérfejű a jelentése.
A fehérfejű rétisas a 20. század utolsó évtizedeiben az USA legnagyobb részén kihalófélben volt, bár Alaszkában és Kanadában állományai igen jól álltak. Manapság e ragadozó madár állományai, mivel az 1960-as, 1970-es évek óta szigorú törvények védik, mindenütt jó helyzetben vannak, ennek következtében 1995. július 12-én az USA szövetségi kormánya levette címermadarát a végveszélyben levő állatok listájáról, és áthelyezte a veszélyeztetett állatok listájára. 2007. június 28-án, az USA szövetségi kormányát követve, az úgynevezett alsó 48 állam is levetette a sast a végveszélyben levő állatok listájáról.

## Rendszertani besorolása
A fehérfejű rétisas az elsők között volt, amelyeket Carl von Linné leírt és tudományosan megnevezett a Systema Naturae című művében a 18. század második felében. Linné először a Falco leucocephalus nevet adta a madárnak.
A sas generikus neve az ógörög haliaetos szóból származik, amelyből újlatinos átírás után Haliaeetus (jelentése ’tengeri sas’) lett. Az összes nembéli fajnak a feje és a farka világosabb, mint a test többi része, emiatt angolul a csoportot „tarka sasok”-nak is nevezik.
A ragadozó madár tudományos neve a görög nyelvből származik. A „hali” só; az „aeetus” sas; a „leuco” fehér és a „cephalis” fej jelentéssel bír; tehát a „Haliaeetus leucocephalus” valójában fehérfejű sósast jelent.
Más fordítás szerint a görög „halos” szó tengert jelent, az „aetos” sast, a „leukos” fehéret és a „kephalus” pedig fejet; tehát e ragadozó madár tudományos neve nem egyéb, mint: fehérfejű tengeri sas.

### Alfajai
A fehérfejű rétisasnak két elismert alfaja van:
- Haliaeetus leucocephalus leucocephalus (Linnaeus, 1766) – a déli és egyben a törzsalfaj is. A másik alfajtól a 38-as szélességi kör, körülbelül San Francisco szintje választja el.[10][11]
- Haliaeetus leucocephalus washingtoniensis (Audubon, 1827) – északi alfaj (szinonim neve H. leucocephalus alascanus Townsend, 1897), Alaszkában, Kanadában és az USA északi részén él.[2][11] Télen az észak-karolinai Hatteras-fokig (Cape Hatteras) is lejön. Nagyobb, mint a leucocephalus.[10]

### Kifejlődése
E sas legközelebbi rokona az eurázsiai rétisas, amellyel testvértaxont alkot. Mindkét madár körülbelül ugyanakkora méretű és ugyanolyan külsejű, fejük és farkuk világosabb, testük sötétebb. A fiatal példányok tollazata mindkettőnél egységesebb színezetű, a világos árnyalatot az öregedéssel nyerik el. A testvérpár körülbelül a kora miocén korszakban, 10 millió évvel ezelőtt, vagy talán a kora-középső oligocén korszakokban, 28 millió éve (ha a fosszilis maradványokat sikeresen azonosítják és helyezik ebbe a csoportba) vált le a „tengeri sasok” csoportjáról. Valószínűleg a két közeli rokon madár a Csendes-óceán északi részén válhatott el egymástól, hogy később két új faj jöhessen létre: az ősállomány egyik része nyugatra, Eurázsiába repült, mai utódaik a rétisasok, míg a másik fél kelet felé, Észak-Amerikába indult, létrehozva a fehérfejű rétisast.

## Előfordulása

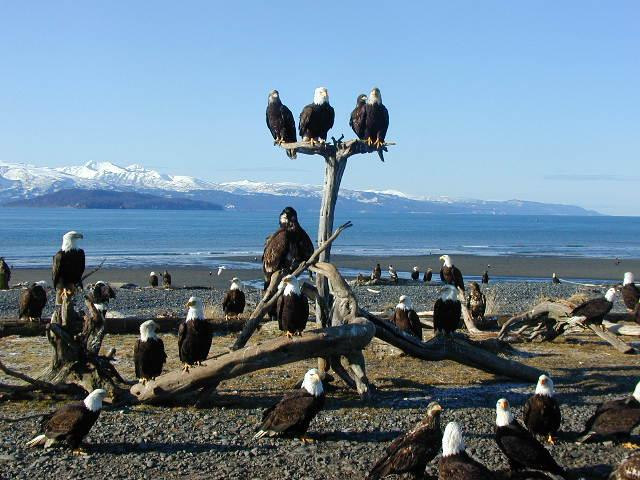
Sasgyűlés Alaszkában

A fehérfejű rétisas Észak-Amerika legnagyobb részén megtalálható, Alaszkától kezdve Kanadán és a kontinentális Amerikai Egyesült Államokon keresztül egészen Mexikó északi részéig. Észak-Amerikában a fehérfejű rétisas az egyetlen endemikus Haliaeetus-faj, vagyis csak ott található meg. Számos élőhelyen képes megélni, a louisianai mocsaraktól kezdve a Sonora-sivatagig, valamint a kanadai Québec és az amerikai egyesült államokbeli Új-Anglia régiók lombhullató erdős területeiben is előfordul. Az északi példányok vándorló kedvűek, míg a déli madarak egész év során a költőterületeken maradnak. Az 1950-es években, amikor e sasfaj állomány szintje a legalacsonyabb volt, a madarat csak Alaszkában, az Aleut-szigeteken, Kanada északi és keleti részein, valamint Florida államban lehetett látni.
Télen, november és február között a fehérfejű rétisasok néhány kiválasztott helyen összegyűlnek. Egy ilyen téli szálláshely a Brit Columbiai Squamish folyónál van, félúton Vancouver és Whistler között. Itt akár 2000 madár is lehet. Főleg a Squamish és a Cheakamus folyókat választják pihenőhelyül, mivel abban a térségben főleg itt ívnak a lazacfélék.
Bár kerüli az embert, a fehérfejű rétisas néha a nagyobb városokban levő folyótorkolatokba és kevésbé zavart erdős részekbe is bemerészkedik, ahol néha költ is. Főbb ember melletti állományai az oregoni Portlandnál található Willamette folyóban levő Hardtack-szigeten (Hardtack Island) és a pennsylvaniai Philadelphiában található John Heinz National Wildlife Refuge at Tinicumnál vannak. 2010-ben egy fehérfejűrétisas-család költözött be a New York-i Harlem negyedbe.
A fehérfejű rétisas  kétszer már Írországban is megjelent. Először 1973. január 11-én, Fermanagh megyében egy fiatal példányt lőttek le, amelyet rétisassal tévesztettek össze (bár a rétisas lelövését is törvény tiltja). A második példány Kerry megyében került elő 1987. november 15-én. A második is egy fiatal példány volt, amely a hosszú út miatt ki volt fáradva. Az utóbbit élve fogták be.

## Megjelenése

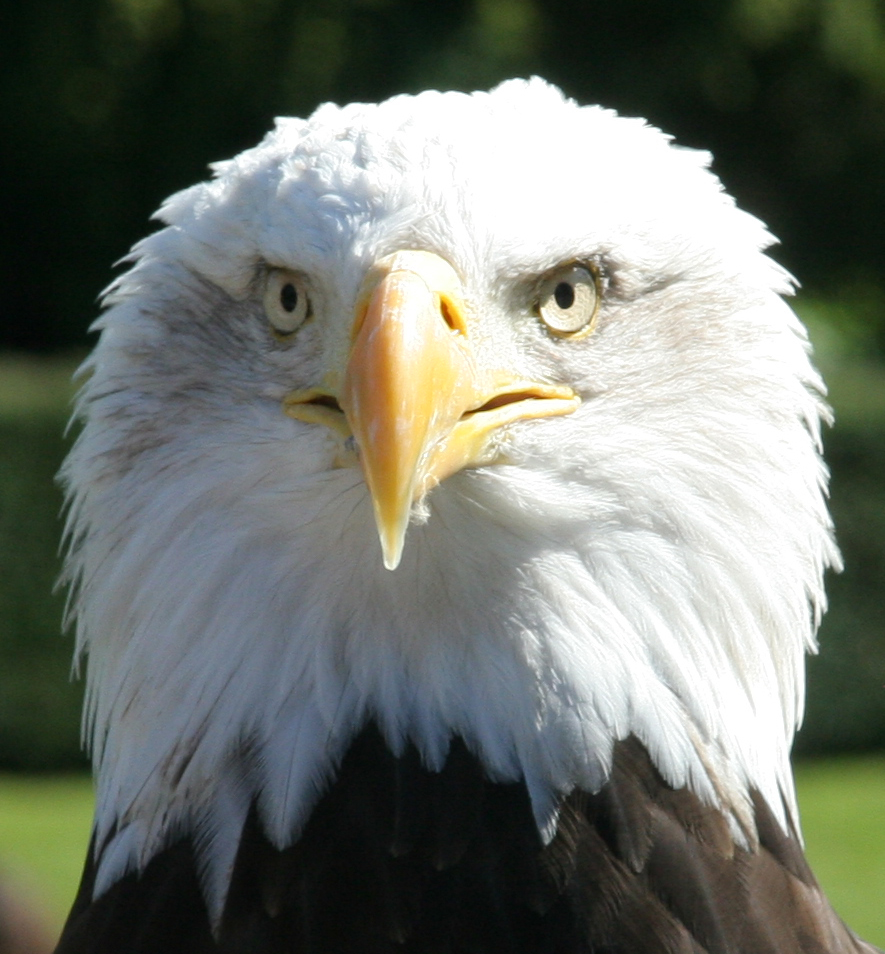
A felnőtt madár feje fehér

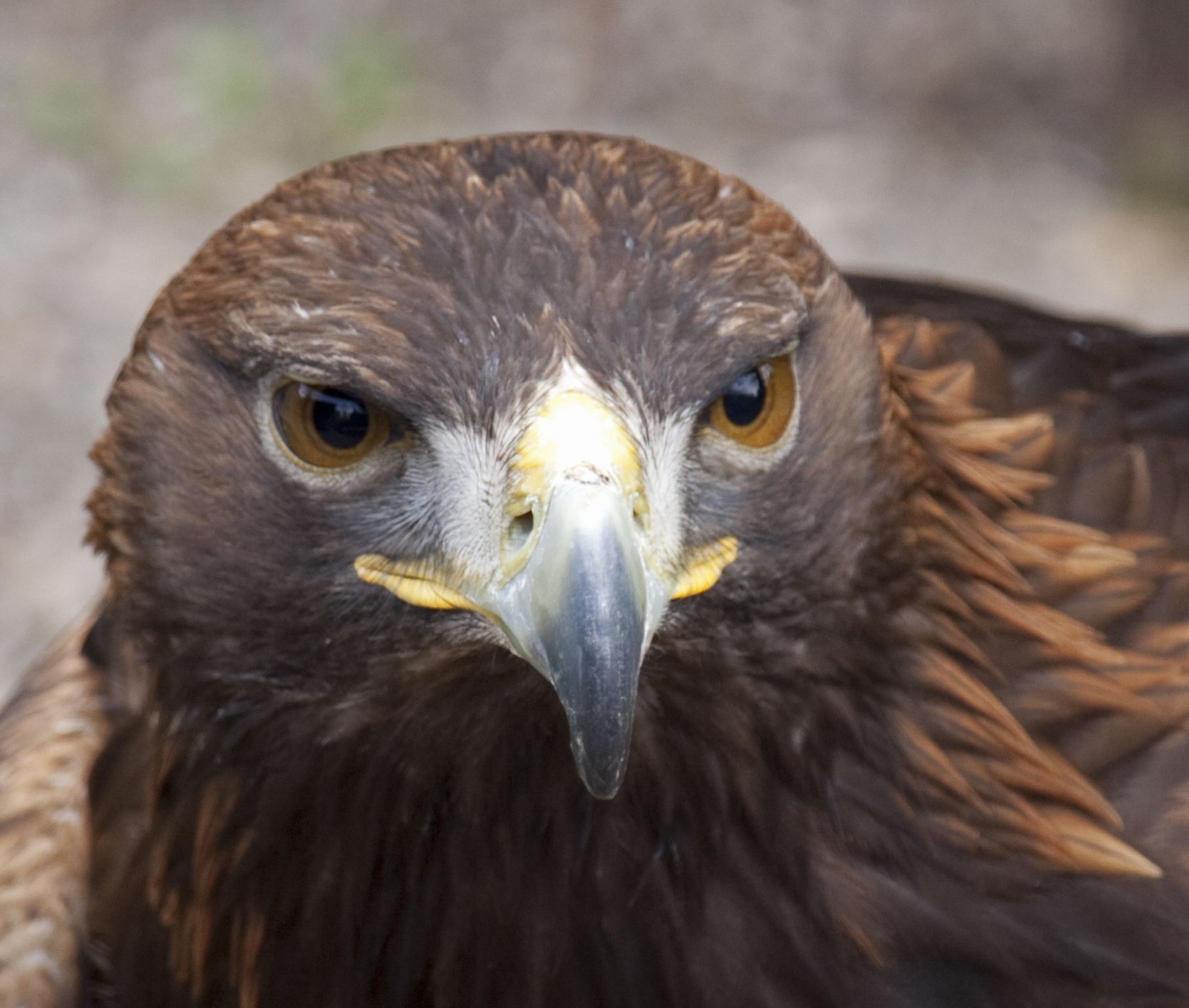
A fiatal madár feje barna

Testhossza 70–102 centiméter, szárnyfesztávolsága 168–244 centiméter, testtömege 2,3–7,5 kilogramm között van. A tojó testtömege 25 százalékkal nagyobb, mint a hímé, átlagos tömege 5,8 kilogramm, míg a hímé 4,1 kilogramm. A madár mérete az élőhelyétől függ, és ez alátámasztja Bergman törvényét, mely szerint egy fajon belül azok a példányok, amelyek közelebb élnek az Egyenlítőhöz és a trópusokhoz, kisebb méretűek, mint azok az egyedek, amelyek a hidegebb öveken fordulnak elő. A legkisebb fehérfejű rétisasok Floridában élnek, ahol a hímek csak 2,3 kilogrammosak, szárnyfesztávolságuk pedig csak 168 centiméter. A legnagyobb példányok Alaszka fölött röpködnek. Az itteni tojók 244 centiméteres szárnyfesztávolsággal és 7,5 kilogrammos testtömeggel rendelkeznek. Az átlag fehérfejű rétisasnak a csukló és az első kormánytoll közötti hossza 51,5–69 centiméter, farka 23–37 centiméter, a sípcsont és a szárkapocscsont közti hossz 8–11 centiméter. A csőr felső részének a hossza 3–7,5 centiméter között van, míg ugyanezen testrész belső része egészen a csőr végéig 7–9 centiméter.
A madárnak kifejlett korában jellegzetes hófehér feje és nyaka van. Tollruhája sötétbarna, farka és alsó farokfedői fehérek. A faroktollak eléggé nagyok és levél alakúak. A hím és tojó tollazatának a színezete azonos, azonban a testméretük nem, mivel a nemi kétalakúság igen jelentős mértékben van jelen, ugyanis a tojó 25 százalékkal nagyobb, mint a hím. A madár csőre, lábai és szivárványhártyája (írisz) élénksárga színű. Toll nélküli erős fogólábán nagy karmokban végződő rövid lábujjak találhatók. Vadászat közben a hátsó lábujján levő erős karommal végez zsákmányával, miközben azt az elülső lábujjakon lévő karmokkal megtartja. Hatalmas csőre kampós végződésű, tövén sárga, viaszos sáv húzódik.
A fiatal madár tollazata barna, néhány fehér ponttal. Ezt a színt egészen az ötödik (ritka esetekben negyedik vagy akár harmadik) életévéig viseli, amikor is ivaréretté válik. A fiatal fehérfejű rétisast a szirti sastól a nagyobb csőrben végződő, erősebb felépítésű fej, a szárnyvégek egyenessége (amelyek egy kicsit sem felállók), merevebb repülése és a részben csupasz lábak különböztetik meg. Korábban, amikor a kaliforniai kondort (Gymnogyps californianus) és a többi újvilági keselyűféléket még nem tekintették valódi vágómadár-alakúaknak, a fehérfejű rétisast tartották Észak-Amerika legnagyobb ragadozó madarának. A szóban forgó sas méretben megegyezik a szintén Észak-Amerikában is élő szirti sassal, ezenkívül időnként Alaszkában, Ázsiából átrepülve meg-megjelenik a rétisas és az óriásrétisas (Haliaeetus pelagicus) is, amelyek szintén veszélyeztetik a fehérfejű rétisas „Észak-Amerika legnagyobb sasa” címét.

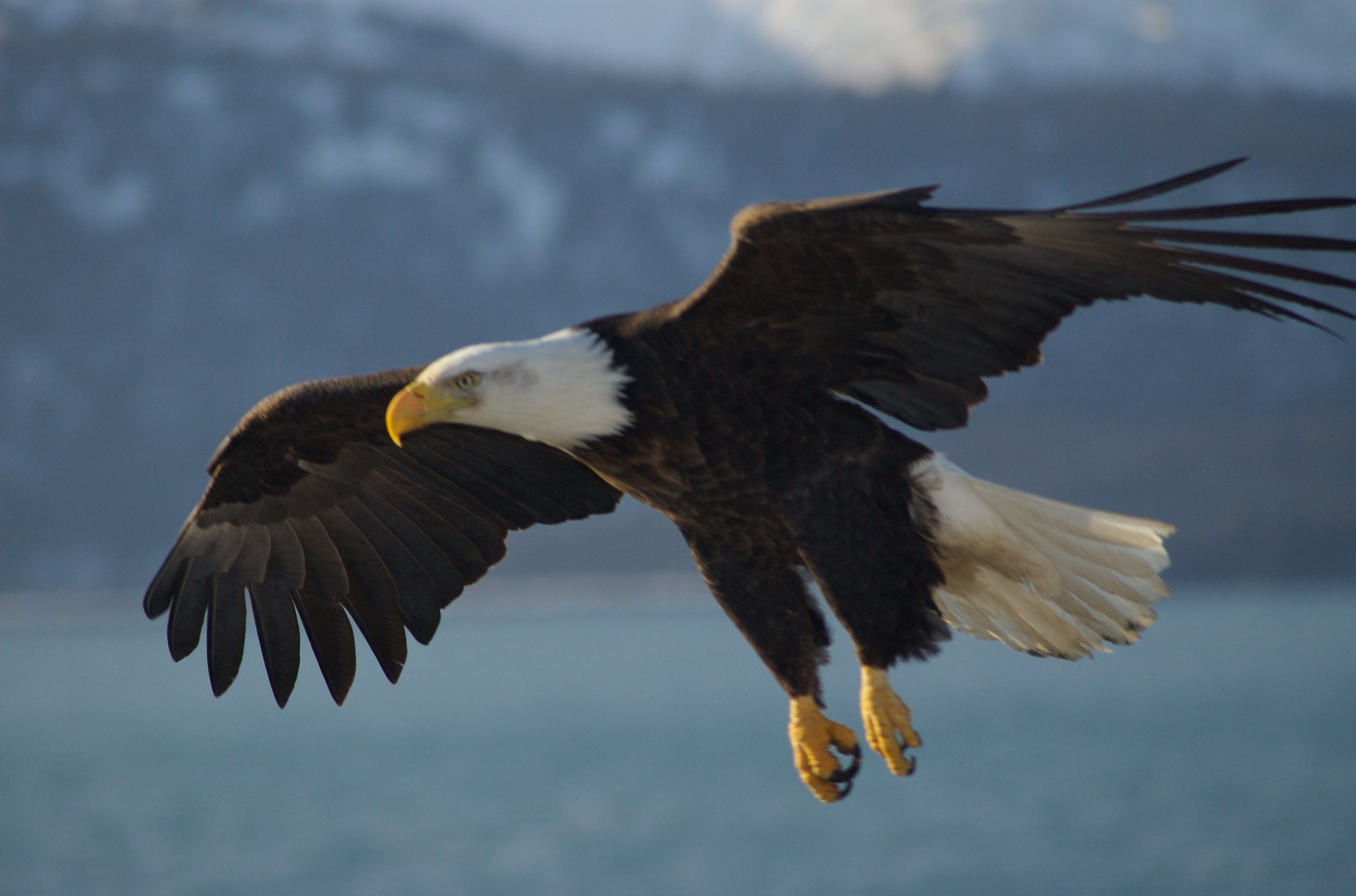
Kifejlett…
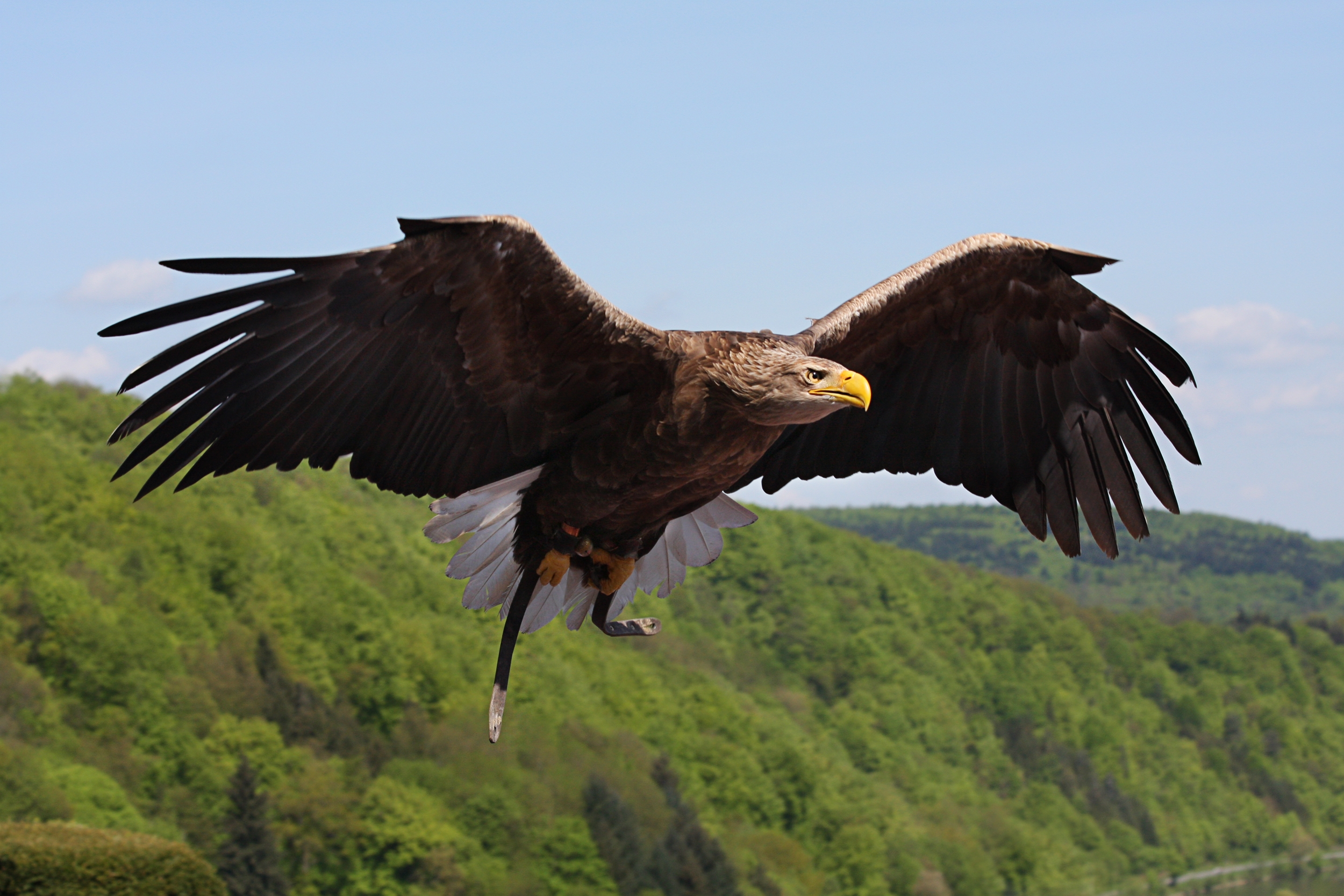
…és fiatal madár röpképe

## Életmódja

### Élőhelye

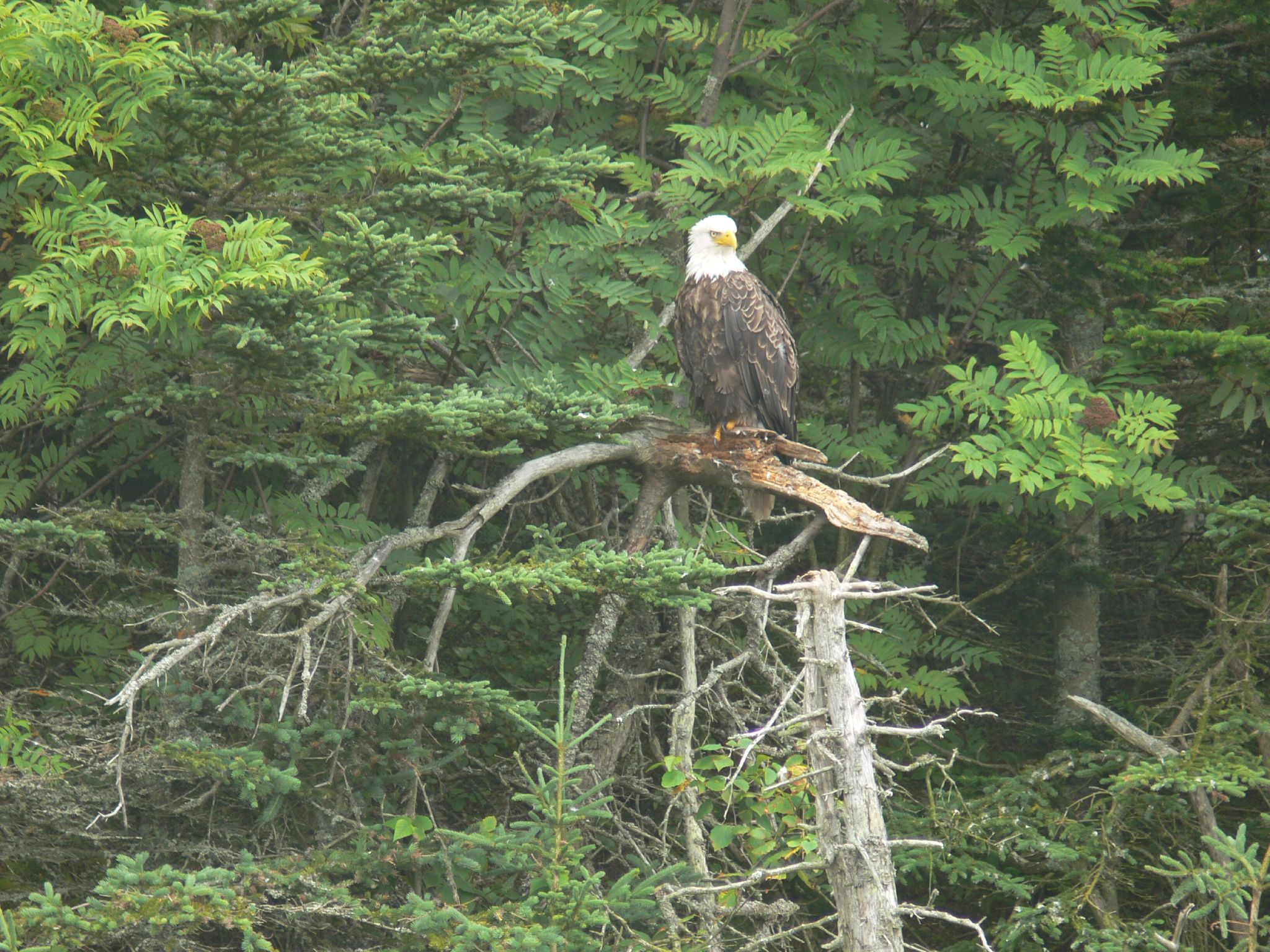
Nagy fákról figyeli birodalmát

A fehérfejű rétisas az olyan élőhelyeket kedveli, ahol nagy nyílt vizek vannak, például tenger- és óceánpartok, folyamok, nagy tavak és folyótorkolatok, amelyekben bőségesen talál halat magának és fiókáinak. A 11 kilométernél nagyobb átmérőjű vízfelületeket kedveli, fészkelő területe nagyobb 10 négyzetkilométernél.
A sas az öreg fenyő- és lombhullató fákkal övezett partrészeket részesíti előnyben. A hatalmas, öreg fák biztosítják számára a pihenő-, figyelő- (amikor zsákmány után néz) és fészkelőhelyeket. A kiválasztott fák jó kilátást, nyitott leszállóhelyet és zsákmányközelséget kell, hogy mutassanak. A kiválasztott fa magassága és faja nem lényeges, amíg több nagy fa is van a közelben. A fészkelőhelyeken a lombkoronáknak a területből nem szabad átfedniük 60 százaléknál nagyobb részt, de a fedettségnek legalább 20 százalékosnak kell lennie. A víz közelsége kötelező.
Ezt a ragadozó madarat nagyon zavarja az emberi tevékenység, emiatt főleg olyan helyeken él, ahol az ember jelenléte csak kevésbé érzékelhető. Ha kicsiny mértékű az emberi tevékenység, akkor a fehérfejű rétisas akár 1,2 kilométerre is letelepedhet az embertől, azonban ha közepes méretű az emberek beavatkozása a természetbe, a sas akár több mint 1,8 kilométerre is elkerülheti az embert.

### Viselkedése
Az USA nemzeti madara erős repülésre is képes, azonban a legtöbbször a termikeken siklik. Aktív repülés közben, mikor is szárnyaival verdes, 56–70 km/h sebességet is képes elérni. Ha halat vagy egyéb testesebb zsákmányt visz karmai között, akkor sebessége 48 km/órára csökken. Vadászat közben, amikor hal után zuhan a vízbe, a sas sebessége elérheti a 120–160 km/h sebességet is, és sokszor merőlegesen zuhan. Az állat csak részben vándorló; ezt az előfordulási helye szabja meg, mivel az északi példányok vándorló kedvűek, míg a déliek helyben maradók. Ha területén a víz elérhető egész éven át, akkor a madár 3 évet is ott tölthet, azonban ha télen befagy a vadászterületén a víz felszíne, és nem jut a halakhoz, a sas kénytelen délebbre költözni. A vándorutat a termikek és táplálékkínálatok elhelyezkedése szerint választja ki. A termikek segítenek a madárnak energiát spórolni, míg a táplálékban gazdag megállóhelyek lehetőséget adnak a sasnak az energiagyűjtésre. Vándorlás közben a madár fel-le száll a termikeken „lovagolva”. Ilyenkor általában nappal repül, amikor a napsütés hatására létrejönnek a termikek, általában a kopár, sziklás részeken.
Fehérfejű rétisas

Probléma esetén lásd:Médiafájlok kezelése.
A fehérfejű rétisas hangja a gyenge füttytől az erős, durva kiáltozásig változik. A fiatal példányok hangoskodóbbak, mint a kifejlett madarak.

### Táplálkozása

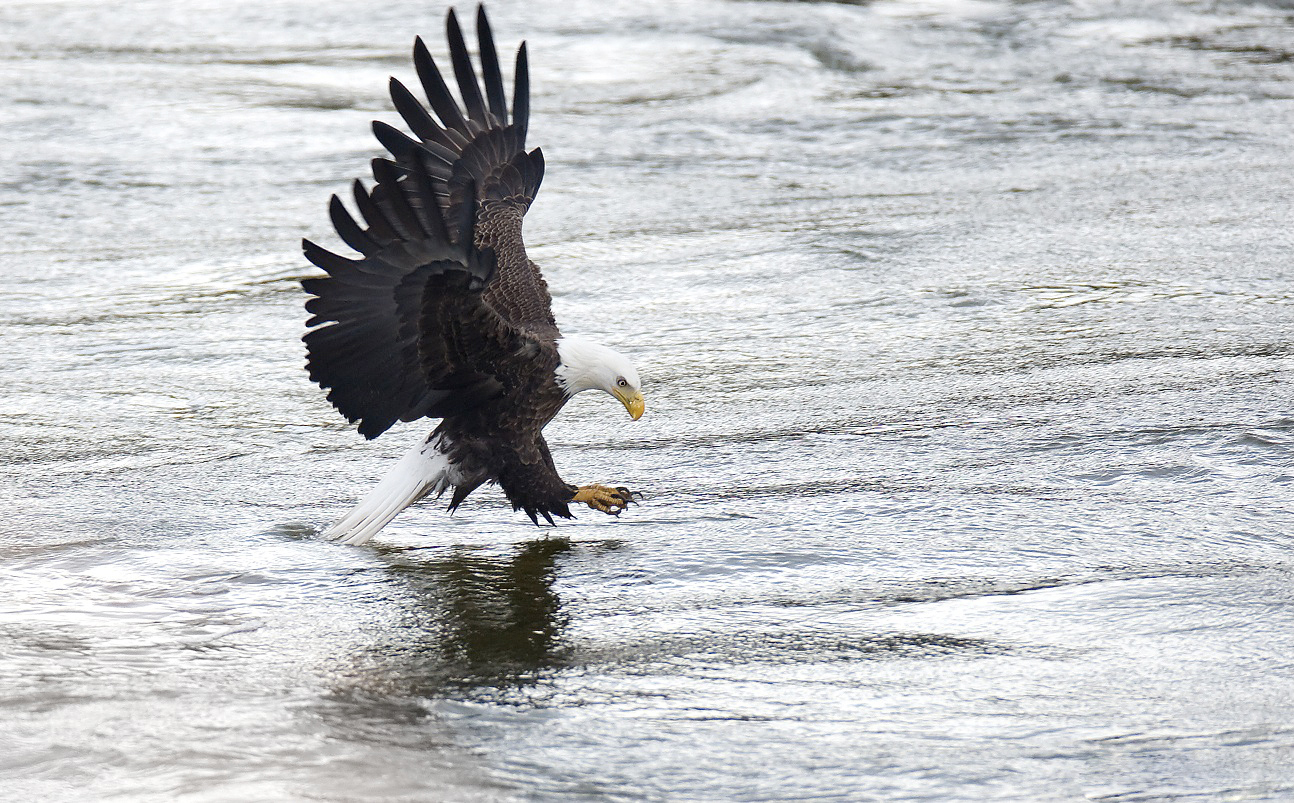
Fehérfejű rétisas halászás közben

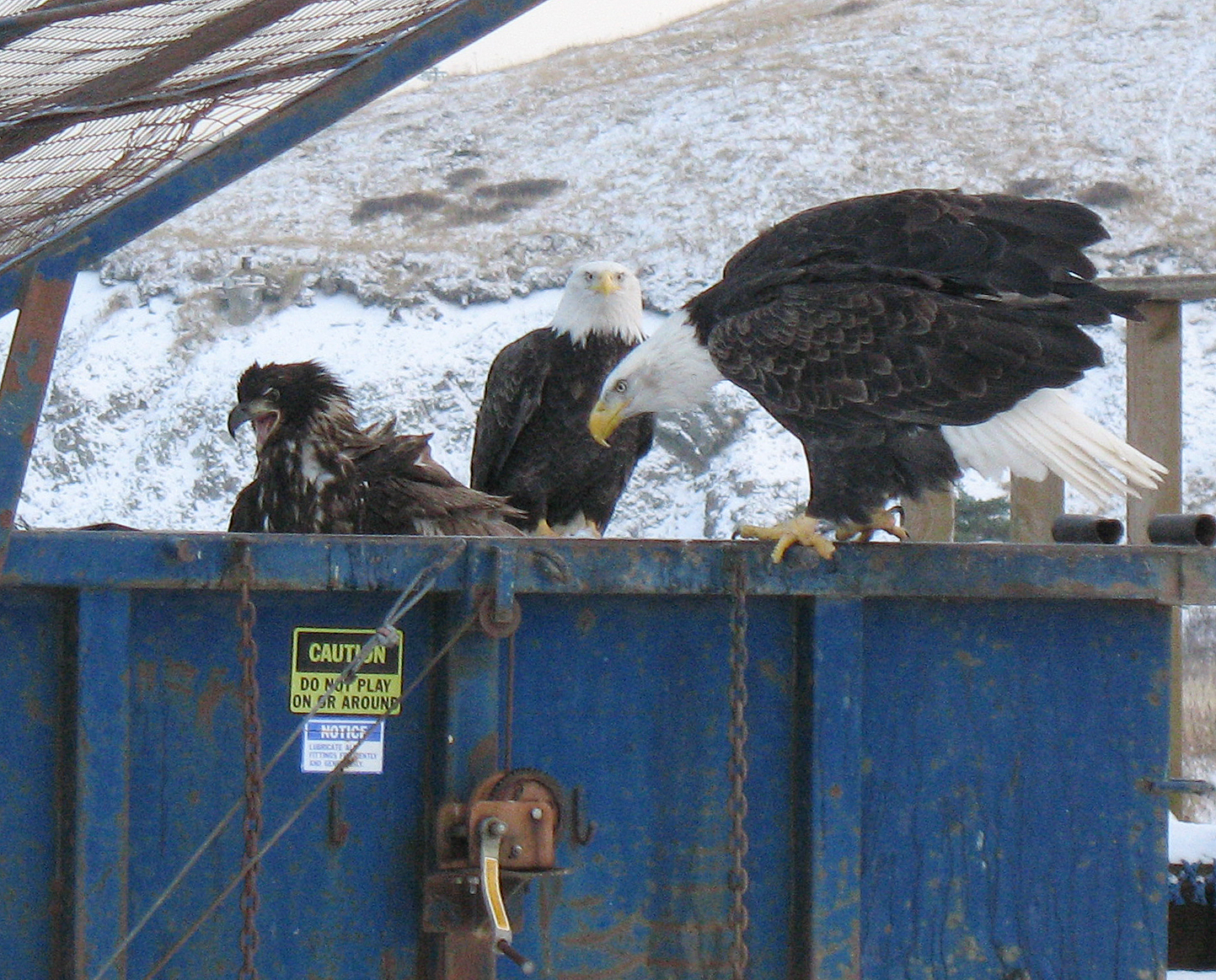
A szemetesládát sem kerüli el, ha táplálékról van szó

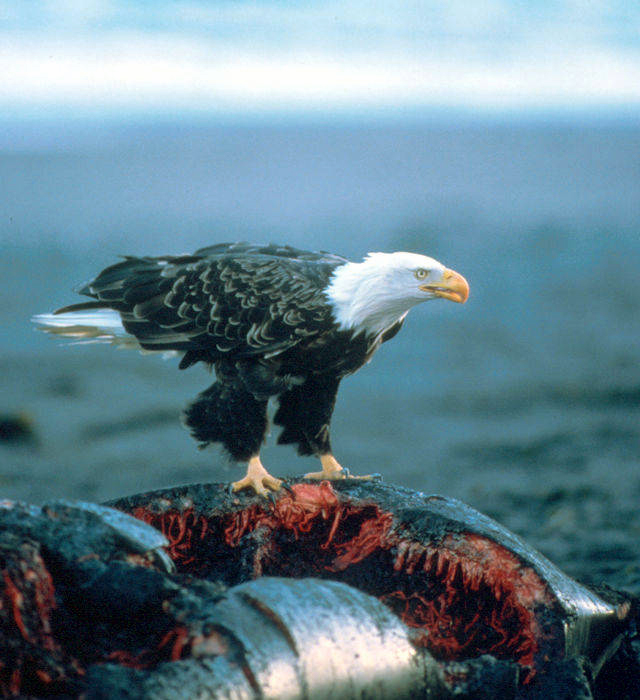
Egy bálna teteméből lakmározik

Részben dögevő, de élő állatokra is vadászik. Zsákmányol édesvízi és tengeri halakat, vízimadarakat, de a kisebb ragadozó madaraktól is elragadja azok zsákmányát. Az északnyugati partvidéken (a Csendes-óceán és a Sziklás-hegység közti területen, az USA északnyugati részén) a fehérfejű rétisas főleg pisztrángokkal és az idevándorló lazacokkal táplálkozik.
Főleg télen a sasok dögevőkké válnak. Akár bálnatetemekből is táplálkozhatnak, habár a legtöbben és a legszívesebben elhunyt patásokkal és nagy halakkal táplálkoznak. Néha az ember által kitett etetőhelyeken is elfogyasztja a táplálékot, vagy akár a kempingező helyekről vagy szemétlerakóhelyekről lopkod eleséget. Az emlősök közül főleg mezei nyulakat, üregi nyulakat, mosómedvéket, pézsmapockokat, hódokat és szarvasborjakat zsákmányol. A madarak közül vöcskökre, alkákra, récékre, ludakra, sirályokra, gémekre és szárcsákra vadászik. A fehérfejű rétisas képes más ragadozó madarakat is megölni, például a nagy testű amerikai uhut (Bubo virginianus). Ha a sas közel repül a vízimadarakhoz, akkor azok tömegesen felrepülnek, de ha a sas csak az ágon üldögél és figyel, a zsákmánymadarak nem zavartatják magukat. Ez a sasfaj röptében is elkapja és megöli áldozatát, akár az olyan nagyot is, mint amilyen a kanadai lúd (Branta canadensis). Áldozatainak többsége csak kicsivel kisebb, mint a fehérfejű rétisas, azonban nála nagyobb és súlyosabb zsákmányt is elejthet, például kifejlett hattyúkat, mosómedvéket és patások borjait. A Chesapeake-öböl környékén a mosómedve legfőbb ragadozója a fehérfejű rétisas. Ha alkalom adódik, akkor a sas hüllőkkel, kétéltűekkel és rákokkal is táplálkozhat. Ez a sasfaj párban is vadászhat: míg az egyik madár lefoglalja a zsákmány figyelmét, addig a párja lecsap az áldozatra.

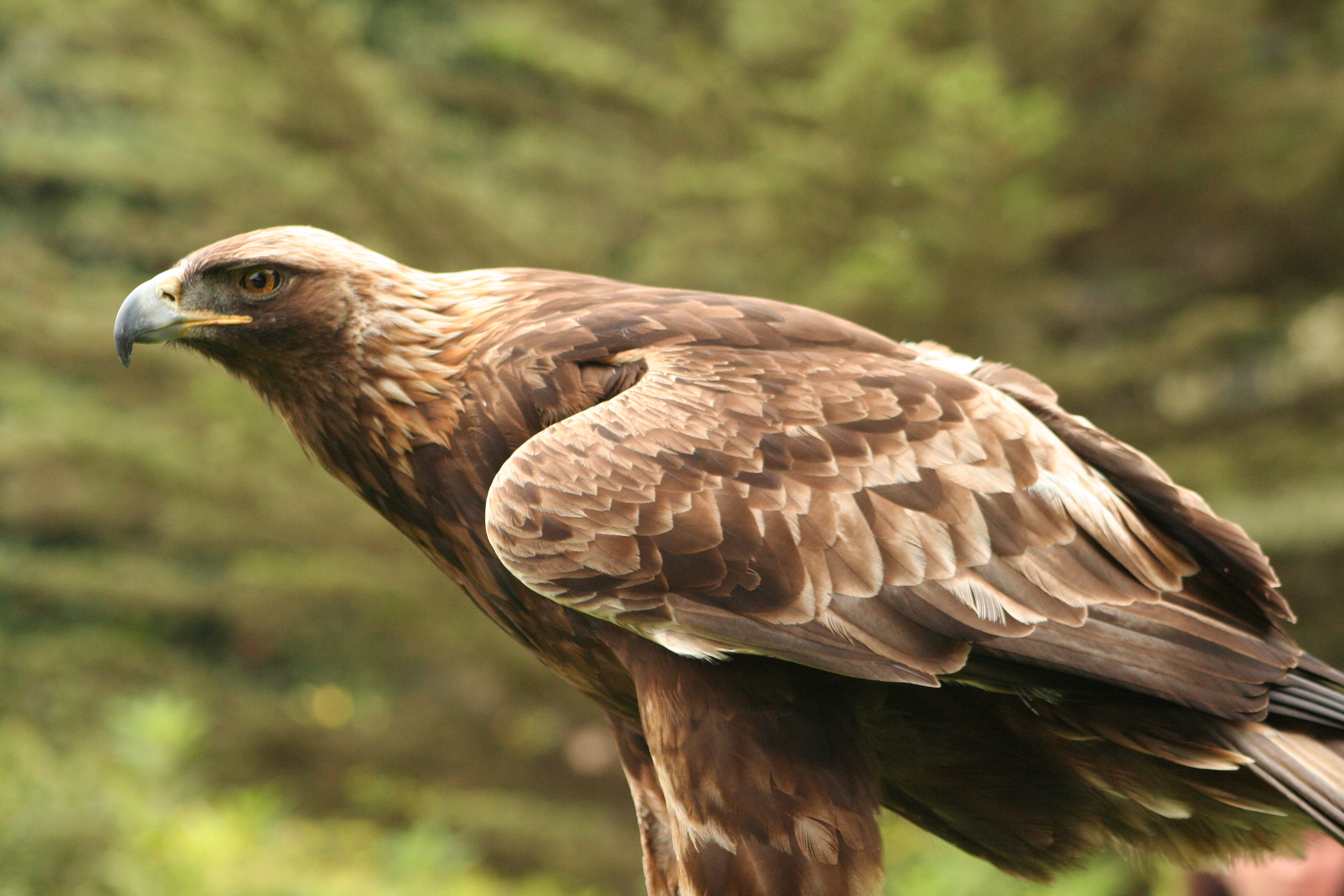
Legfőbb ellenfele a szirti sas (Aquila chrysaetos)

Legfőbb táplálékát, a halat zuhanórepüléssel fogja meg. A nyílt víz fölött repdesve hirtelen rácsap a halra, karmaival kiemelve azt. Táplálkozás közben egyik lábával megtartja a halat, míg a másikkal húsdarabokat tép ki belőle. A sas lábujjain olyan képződmények vannak (szarutüskék), amelyek segítségével könnyen meg tudja tartani a csúszós, vergődő halat. A halászsas (Pandion haliaetus) is rendelkezik szarutüskékkel. A sas karmai és fogása igen erős; megfigyeltek egy példányt, amint egy 6–8 kilogrammos öszvérszarvas (Odocoileus hemionus) borjút vitt a karmai között. Az előbbi feljegyzés tartja a rekordot; eddig még nem vettek észre más repülő madarat ilyen nehéz súllyal a karmai között. Feltételezések szerint a fehérfejű rétisas fogása tízszer erősebb, mint az emberé. A sas képes saját súlyának a megfelelőjét is elcipelni, bár ha túl nagy halat fog, akkor az behúzhatja a madarat a vízbe. Ha a zsákmány túl nagy, és a ragadozó madár beesett a vízbe, akkor ki tud úszni, azonban sok esetben belefulladhat, sőt amelyik kiúszott is, hipotermia miatt később elpusztulhat. Dögevéskor a sas agresszíven viselkedik más állatokkal szemben. Könnyedén elkergeti a dögevő emlősöket, mint amilyenek a prérifarkasok és rókák, a madarakat, mint például a varjúfélék, a sirályok és egyéb sasfélék. A fehérfejű rétisast azonban elkergetheti a tápláléktól a szirti sas (Aquila chrysaetos). A két sasfaj hasonló mérete és agresszivitása miatt nem képes határozottan, faji szinten egymás fölé rendelkezni; a győzteseket és veszteseket a viszályban részt vevő példányok határozzák meg. Nyertes lehet akár a fehérfejű rétisas, akár a szirti sas; ez a példányok méretétől és éhségétől függ. Télen New Jersey-ben megfigyelték, amint egy szirti sas és több fehérfejű rétisas egymás mellett békességben sarki ludakra (Chen caerulescens) vadásztak. Időnként a fehérfejű rétisas kisebb ragadozó madarak zsákmányát lopja el. Az általa legjobban „kizsákmányolt” madarak a halászsas és a vándorsólyom (Falco peregrinus). A kifejlett, egészséges felnőtt madarakra nem vadászik semmi, emiatt csúcsragadozóknak számítanak.

## Szaporodása

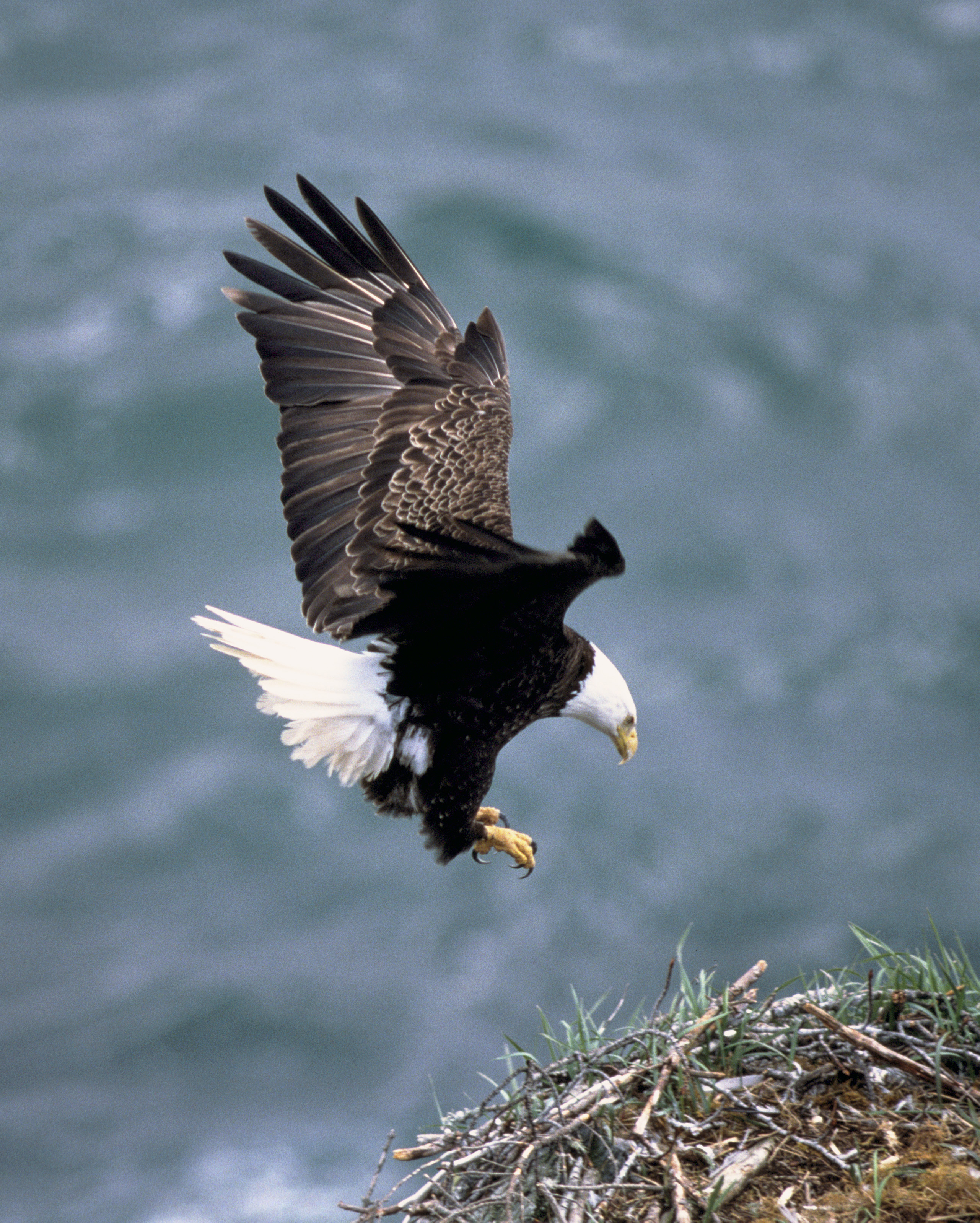
Fészkére ereszkedő madár

Az ivarérettséget általában öt éves korban éri el. Amikor készen áll a párkeresésre, a sas visszatérhet szülőföldjére. Feltételezések szerint a fehérfejű rétisas egész életére választ párt magának. Ha a pár egyike elpusztul vagy eltűnik, az „özvegy” másik párt keres magának. Ha egy pár több éven át sorozatban képtelen felnevelni a fészekaljukat, a madarak „elválnak” egymástól, más-más párt keresve maguknak. Az udvarlási szertartás bonyolult hangadásokból és változatos légi mutatványokból áll; többek között köröznek vagy zuhanórepüléseket végeznek. Gallyakból fákra építi nagy méretű fészkét, amely akár 4 méter mély, 2,5 méter széles és 1 tonna tömegű is lehet. A rekordot egy floridai fészek tartja 6,1 méter mélységgel, 2,9 méter átmérővel és 2,7 tonna tömeggel. Ez a rekordméretű fészek világszinten is a legnagyobb, semmilyen más állat nem épített eddig ennél nagyobbat. A fehérfejű rétisas Észak-Amerika legnagyobb fészkeinek építője. A fészket több évig használja és bővíti a saspár, emiatt lesz a fészek hatalmas méretű. Vízközeli hatalmas fákra, de ezek hiányában a földre is épít fészket. Fészekalja 2–3 tojásból áll, ezeken mind a két szülő kotlik, 35 napig. Ritkán repül ki az összes fióka, a legtöbbször csak az egyik, a legerősebb. Amíg az egyik szülő kotlik, addig a másik vadászik, vagy újabb építőanyagot hoz a fészekhez. A tojás 73 milliméter hosszú és 55 milliméter széles.
A természetben általában 20 évig él; a legidősebb feljegyzett madár 28 évig élt. Fogságban valamivel tovább is élhet, egy New York-ban fogságban tartott példány majdnem 55 évig élt. Mint a méretét, élettartamát is a sas élőhelye határozza meg.

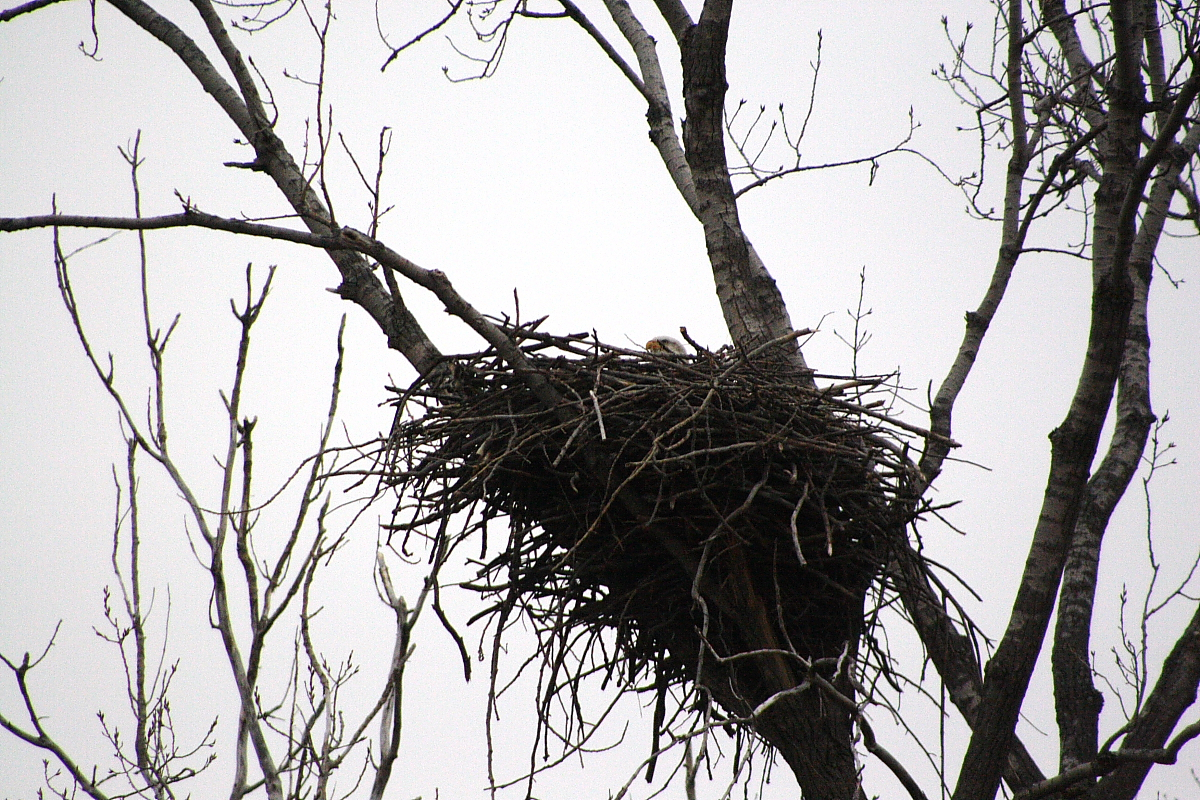
Fészke,
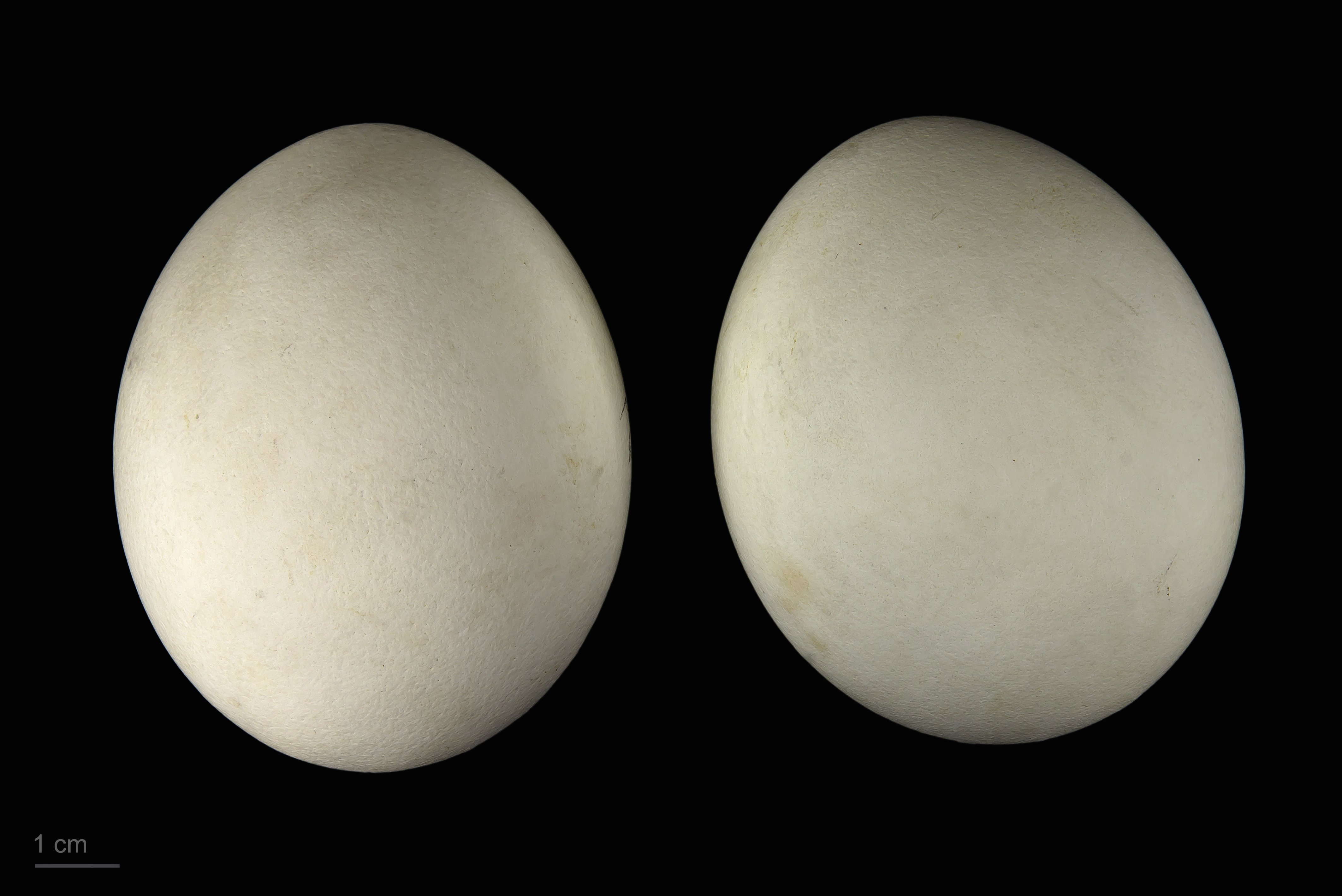
tojása
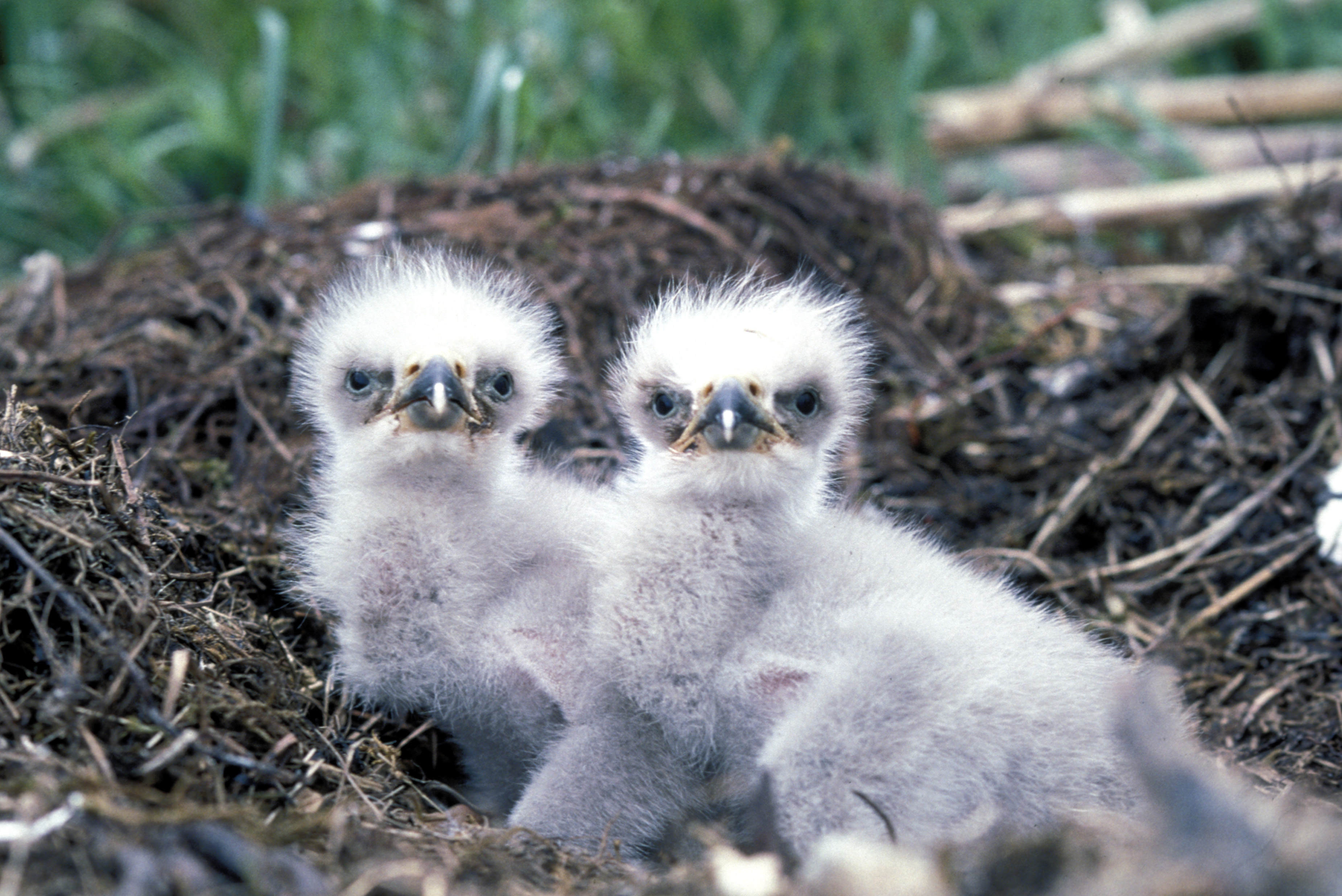
és fiókái

## A fehérfejű rétisas és az ember

### Veszélyeztető tényezők és védelmi intézkedések

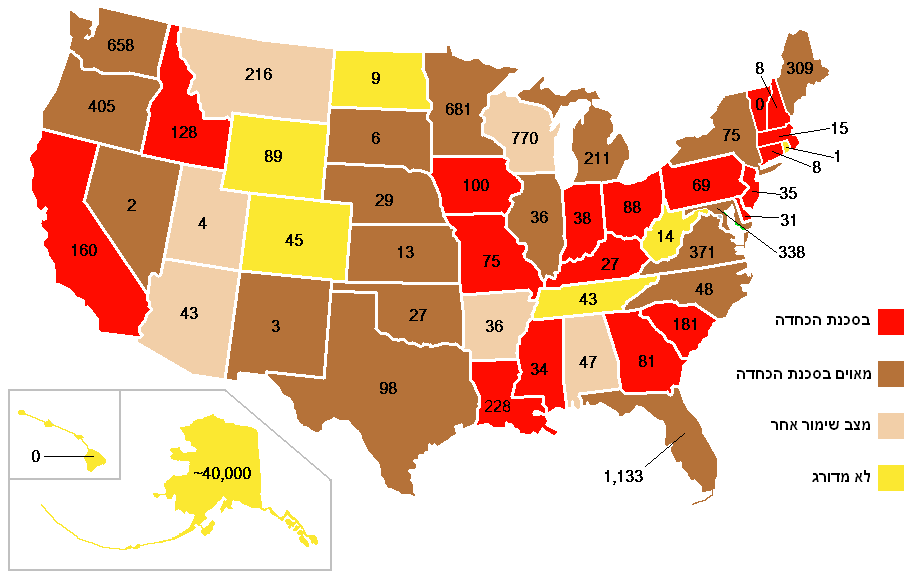
A fehérfejű rétisas költőpárok száma a különböző USA-államokban, 1999–2005 között. A különböző államokban levő adatokat más-más években vették fel, tehát az ábra adatai nem egy időből származnak

A fehérfejű rétisas korábban mindennapos látvány volt Észak-Amerika legtöbb területén, azonban a 20. század közepétől egyedszáma erősen lecsökkent. Ennek több oka is van, de a legfőbb ok a DDT növényvédő szer mérgezése által okozott tojáshéj-elvékonyodás volt. A zsákmányállatokban felhalmozott DDT nem ölte meg a kifejlett madarakat, azonban károsította a tojáshéj minőségét (a kotló madár alatt eltörtek a tojások), azokból a tojásokból, amelyekből mégis kikelt a fióka, ivartalan sasok kerültek elő. Feltételezések szerint a 18. század elején a fehérfejű rétisas populációja 300–500 000 körül mozoghatott, de az 1950-es években a kontinentális USA-ban már csak 412 saspár élt. A sas egyedszámának csökkenésének oka a DDT mellett a megfelelő élőhely elvesztése, valamint törvényes és törvénytelen kilövése. 1930-ban egy New York-i ornitológus azt írta, hogy Alaszkában a megelőző 12 évben körülbelül 70 000 madarat lőttek le. A legtöbb vadász azért lőtte le a sasokat, mert azt hitte, hogy ezek a nagy ragadozó madarak bárányokat, sőt gyermekeket is elkapnak erős fogólábaikkal. Később az illegális kilövések tizedelték a felnőtt és a fiatal madarakat egyaránt, amiről 1978-ban számolt be az Endangered Species Technical Bulletin. 1984-ben a National Wildlife Federation szerint a legtöbb sas vadászat, a középfeszültségű hálózatok oszlopain elszenvedett végzetes áramütések és a gépkocsikkal való ütközések következtében pusztult el. További okok, amelyek miatt a fehérfejű rétisas elpusztulhat: kőolaj-, ólom- és higanyszennyezettség, valamint ember és különböző ragadozó állatok behatolása a költőterületére.
Ezt a fajt először az USA és Kanada vonta védelem alá az 1918-ban létrehozott vándormadarakról szóló szerződés (Migratory Bird Treaty Act of 1918) létrehozásakor. Később a védelmet az egész kontinens területére kiterjesztették. 1940-ben fogadták el az USA-ban a Bald Eagle Protection Act nevű törvényt, amely a fehérfejű rétisast és a szirti sast védelmezte, tiltotta a sasok kereskedelmi célú befogását és vadászatát. Az USA 1967-ben veszélyeztetett fajnak nyilvánította a fehérfejű rétisast. Az 1940-es törvény és az 1962 és 1972 évek közötti újabb védelmet adó törvények még jobban visszaszorították a madárral való kereskedelmet, és keményebb büntetést mértek az orvvadászokra. Szintén 1972-ben, az USA területén betiltották a DDT használatát. Kanadában csak 1989-ben tiltották be teljesen a DDT használatát, bár az 1970-es évek végétől e méreganyagot egyre csökkenő mértékben használták.
A DDT betiltásának és a védelmi intézkedéseknek köszönhetően a fehérfejű rétisasok újból szaporodni kezdtek egészséges állományokat hozva létre. Az Amerikai Egyesült Államok és Kanada vizes területein a sasok száma egyre növekszik. Az 1980-as évek elején a fehérfejű rétisasok össz-száma 100 000 volt, 1992-ben már 110–115 000 példányra nőtt. Az USA területén a legnagyobb állománysűrűség Alaszka államban található, itt körülbelül 40–50 000 madár él, míg a második legnépesebb élőhely Brit Columbiában van 20–30 000 egyeddel. Ezek a számok az 1992. évi felmérésből származnak.
1995. július 12-én az USA kormánya megvonta a sastól a veszélyeztetett státuszt, és fenyegetett fajjá minősítette le. 1999. július 6-án a kontinentális USA-ban azt javasolták, hogy teljesen vegyék le a sast a védelmi listáról, és ez a terv 2007. június 28-án valósult meg. A madarat a Természetvédelmi Világszövetség (IUCN) is leminősítette nem fenyegetett faj státuszra. 1989-ben a Prince-William-szorosban történt Exxon Valdez tankhajó balesete után 247 fehérfejű rétisas pusztult el. Az állomány nagysága 1995-re sikeresen visszaállt a baleset előtti szintre.

### Fogságban

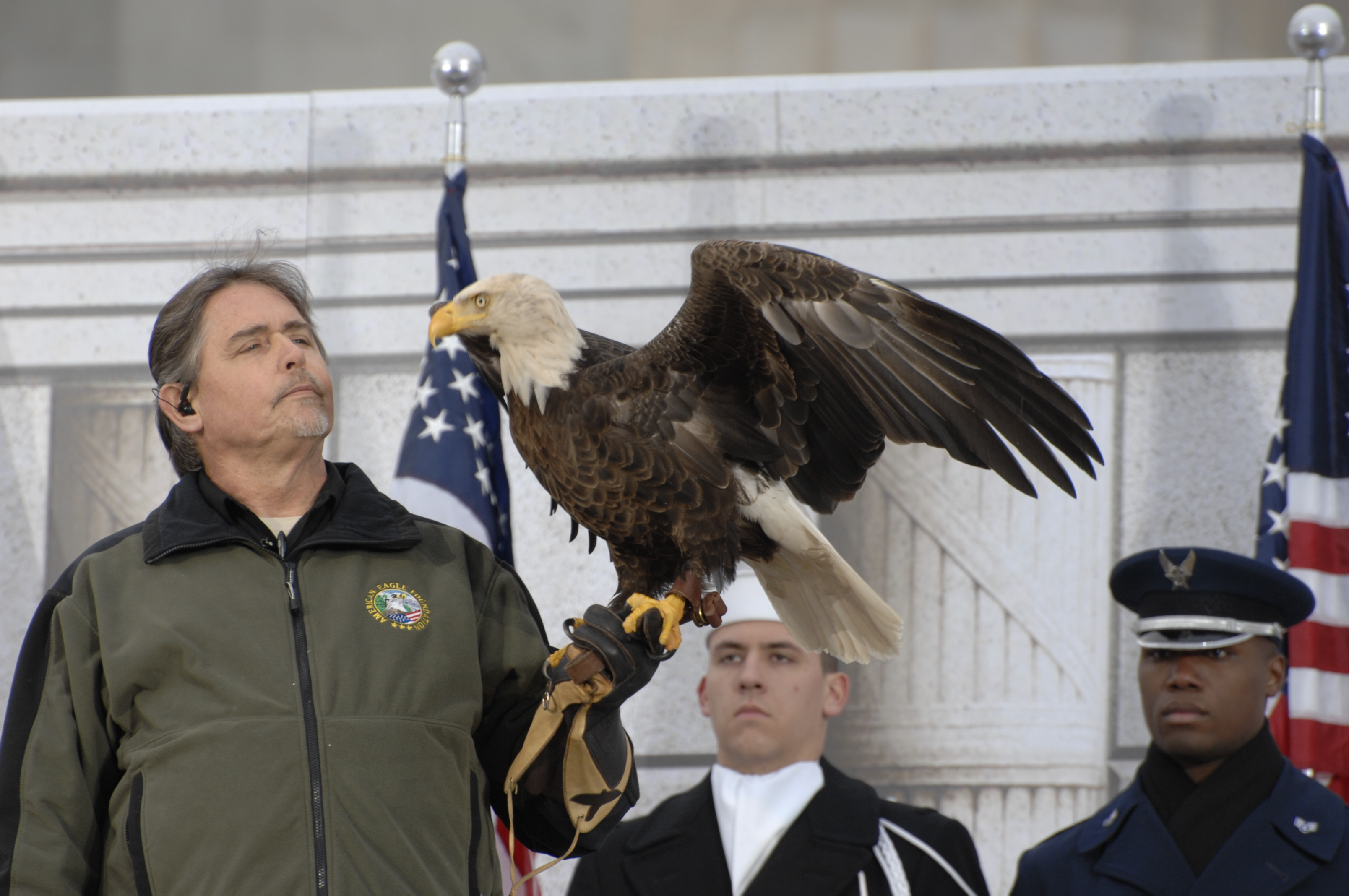
Csakis szakértők foglalkozhatnak ezzel a sasfajjal

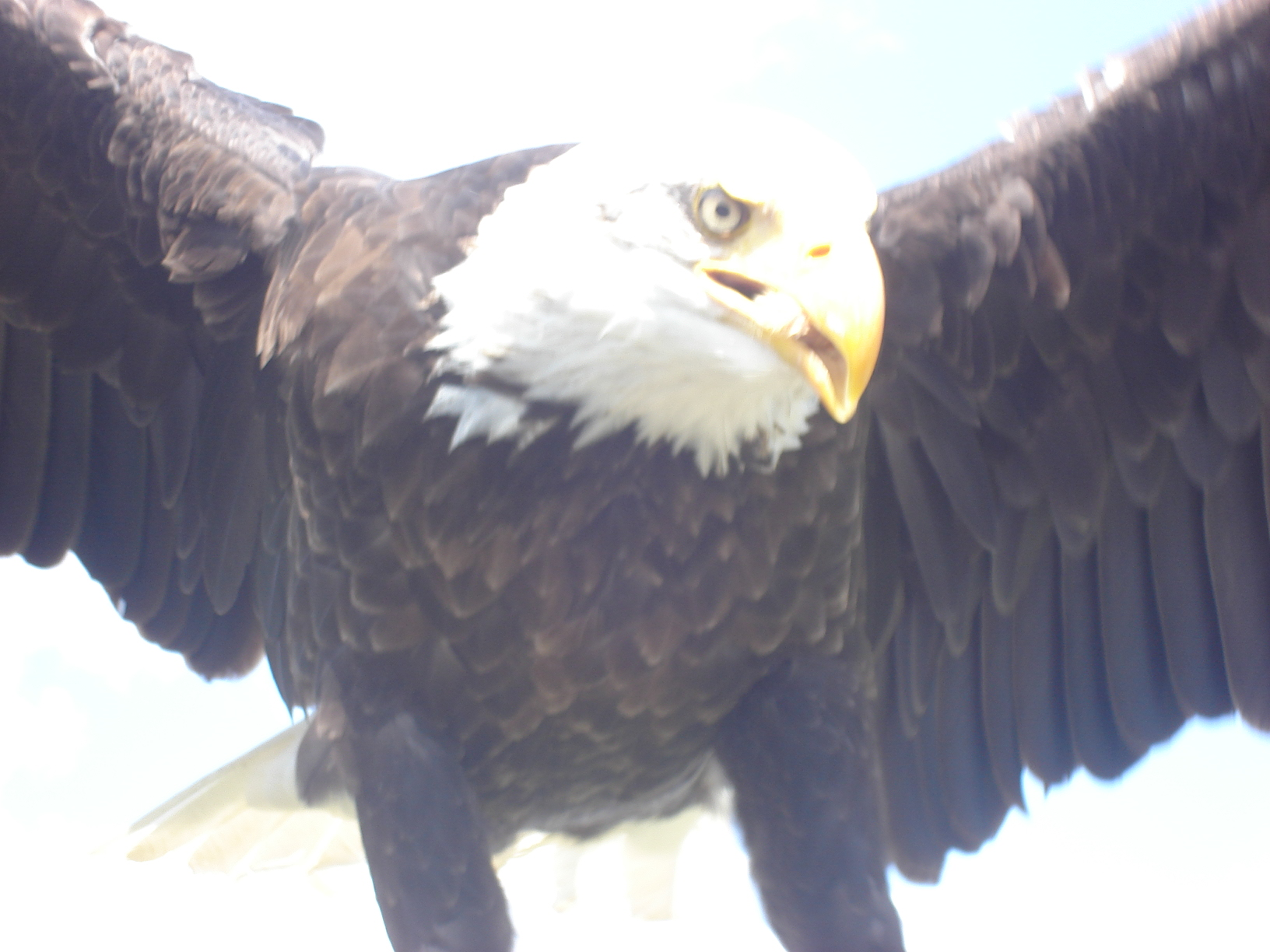
A madárbemutatók számára nagyon kedvelt ez a faj. Ez a sas az ausztriai Oberkapfenberg vár tulajdona. Itt szokott bemutatót tartani a madár és idomár

Az Amerikai Egyesült Államokban csak engedéllyel lehet tartani fehérfejű rétisast. Az engedélyeket elsősorban oktatóintézmények kapják meg, és főleg azokat a madarakat lehet fogságban tartani, amelyek olyan mértékben megsérültek, hogy a természetben többé nem tudnának megélni. A sasokat tartó intézmények vagy magánszemélyek kötelesek biztosítani a madarak számára a megfelelő ketrecet és a szakszerű bánásmódot, a sasokkal csakis szakértők dolgozhatnak. A törvény szerint tilos fehérfejű rétisast tartani solymászatokban. A bemutatókon sem szerepel jól a fehérfejű rétisas, mivel félénk, könnyen stresszessé válik, és nem mindig tartja be az idomító akaratát. Az indiánok vallási alapon kaphatnak engedélyt (Native American Religious Use) olyan madarak tartásához, amelyek már nem engedhetők vissza a szabad természetbe. A bennszülött amerikaiak a madarak által levedlett tollakat a hagyományos szertartásaikhoz használják fel. A fehérfejű rétisas sokáig elélhet fogságban, ha a tartása megfelelő. Szaporodni azonban alig, vagy egyáltalán nem fog, még ha életkörülményei tökéletesek is. Kanadában a solymászok engedéllyel tarthatnak ilyen sasokat.
Magyarországon csak a Nyíregyházi Állatparkban látható.

### Fehérfejű rétisasok a kultúrában
A fehérfejű rétisas az Amerikai Egyesült Államok címerállata és nemzeti madárfaja. Gyakran látható címereken, logókon, bélyegeken és egyéb, USA-val kapcsolatos tárgyakon. A kontinens őslakosainak számos törzsénél fontos (totem-) szerepet játszott, illetve játszik ez a sasmadár.

#### Szerepe a bennszülött amerikai kultúrában
Ez a sasfaj számos indián törzsnek a szent madara. Tollazatával, és a szirti sas tollazatával a vallásos szertartásokra készített hagyományos öltözékeket és az azokhoz tartozó kellékeket díszítik. Néhány kultúra hiedelme szerint a sasok az istenek és az emberek közötti közvetítők. Sok pow-wow táncos használja fel öltözékéhez a sasok karmait is. Korábban a dakoták tiszteletük jeléül sastollat adtak annak, aki valamilyen jeles cselekedettel tűnt ki embertársai közül, manapság viszont olyanok is megkaphatják, akik például sikeresen letették az érettségi vizsgát. A paunik szerint a sasok a termékenység jelképei, mivel jó magasra építik fészküket és elszántan védelmezik fiókáikat. A kvakiutlok lezavarták a sasokat a fákról, ha fontos vendégek érkeztek hozzájuk. A csaktók történetei szerint a fehérfejű rétisas szoros kapcsolatban áll a Nap felső világával, éppen ezért a béke jelének tekintették.
Naptánc közben, amelyet főleg a síksági indiánok tartanak, a fehérfejű rétisas jelképesen is ott van. Az erre a célra felépített kunyhó közepén egy villásan elágazó nyárfát állítanak fel, amely a sas fészkét jelképezi. Tánc közben a sas szárnycsontjából készült sípot fújtak. Szintén a tánc alatt a gyógyító ember a sastollakból készített legyezőjét a gyógyulásra vágyó emberek felé irányítja, először megérinti a helyszínen levő központi oszlopot, aztán pedig a beteget, hogy az oszlop ereje a betegbe szállhasson. Ezután a legyezőt az ég felé emeli, hogy a sas elvihesse az imádságokat a Teremtőhöz.
A mai sastoll-törvény szerint csak azok juthatnak szirti és fehérfejű sasok tollaihoz, akik bizonyítani tudják, hogy bennszülött amerikaiak, vagyis indiánok, vagy azok leszármazottai; és olyan törzsek tagjai, amelyeket az amerikai kormány hivatalosan is elismer. Számos bennszülött csoport érvénytelennek tartja a sastolltörvényt, mivel ellentmond az USA alkotmánya első törvénycikkének (First Amendment to the United States Constitution), amely szerint mindenki szabadon és törvény által védve azt a vallást gyakorolhatja, amelyiket akarja.

#### Az Amerikai Egyesült Államok nemzeti madaraként

Az Amerikai Egyesült Államok nagypecsétje

A fehérfejű rétisas az Amerikai Egyesült Államok nemzeti madara. Az USA alapító atyái szívesen hasonlították a saját, új köztársaságukat a Római Köztársasághoz, ahol a sas fontos jelkép volt. 1782. június 20-án a Kontinentális Kongresszus (Continental Congress) elfogadta az új állam címerét, azt a címert, amely a mai napig fennmaradt. A címeren egy fehérfejű rétisas van, amely a karmai között 13 nyílvesszőt és egy 13 levelű olajágat tart.
A fehérfejű rétisas az USA-ban több hivatalos jelvényen is rajta van, mint például az elnöki címeren és az elnöki zászlón, továbbá több föderális logón is. 1916 és 1945 között az elnöki címeren a sas balra nézett (szemből nézve jobbra), így egy városi legenda szerint a sas békeidőben az olajág felé néz, míg háborús időben a nyílvesszők felé fordul. Az a legenda, amely szerint Benjamin Franklin a vadpulykát akarta a nemzeti címeren ábrázolni a fehérfejű rétisas helyett, nem igaz. Ez onnan ered, hogy amikor Franklin 1784-ben levelet írt leányának Párizsba, leírta, hogy a Society of the Cincinnati (Cincinnati Társaság) körében elítélte a fehérfejű rétisas viselkedését, de egyáltalán nem szólt arról, hogy a címeren a pulykát szeretné látni:
„Nekem nem tetszik, hogy a fehérfejű rétisast választották országunk jelképének. Ennek a madárnak rossz a jelleme, mivel élelmét nem becsületesen szerzi meg…, sőt gyávának minősíthető: a kis keleti királygébics, amely nem nagyobb a házi verébnél, bátran megtámadja és elkergeti birtokáról.”
Benjamin Franklin ellenszegült annak, hogy az új államban a Társaságot öröklődő tagsággal (apáról fiúra szálló) hozzák létre, mert az úgynevezett nemesi rendet alkotott volna, és ez szemben állt az új köztársaság és Lucius Quinctius Cincinnatus elveivel, akiről elnevezték a társaságot. A levélben említett madarak szatírái a Society of the Cincinnatinak és Lucius Quinctius Cincinnatusnak.

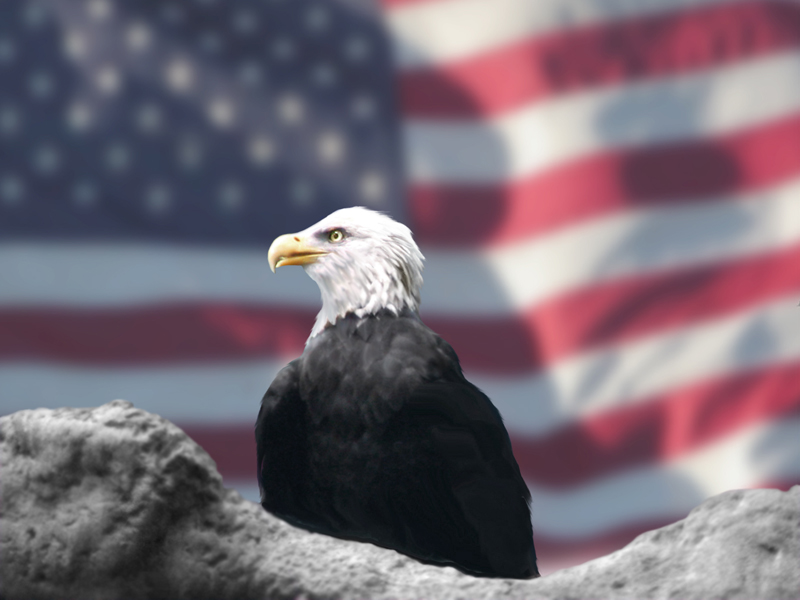
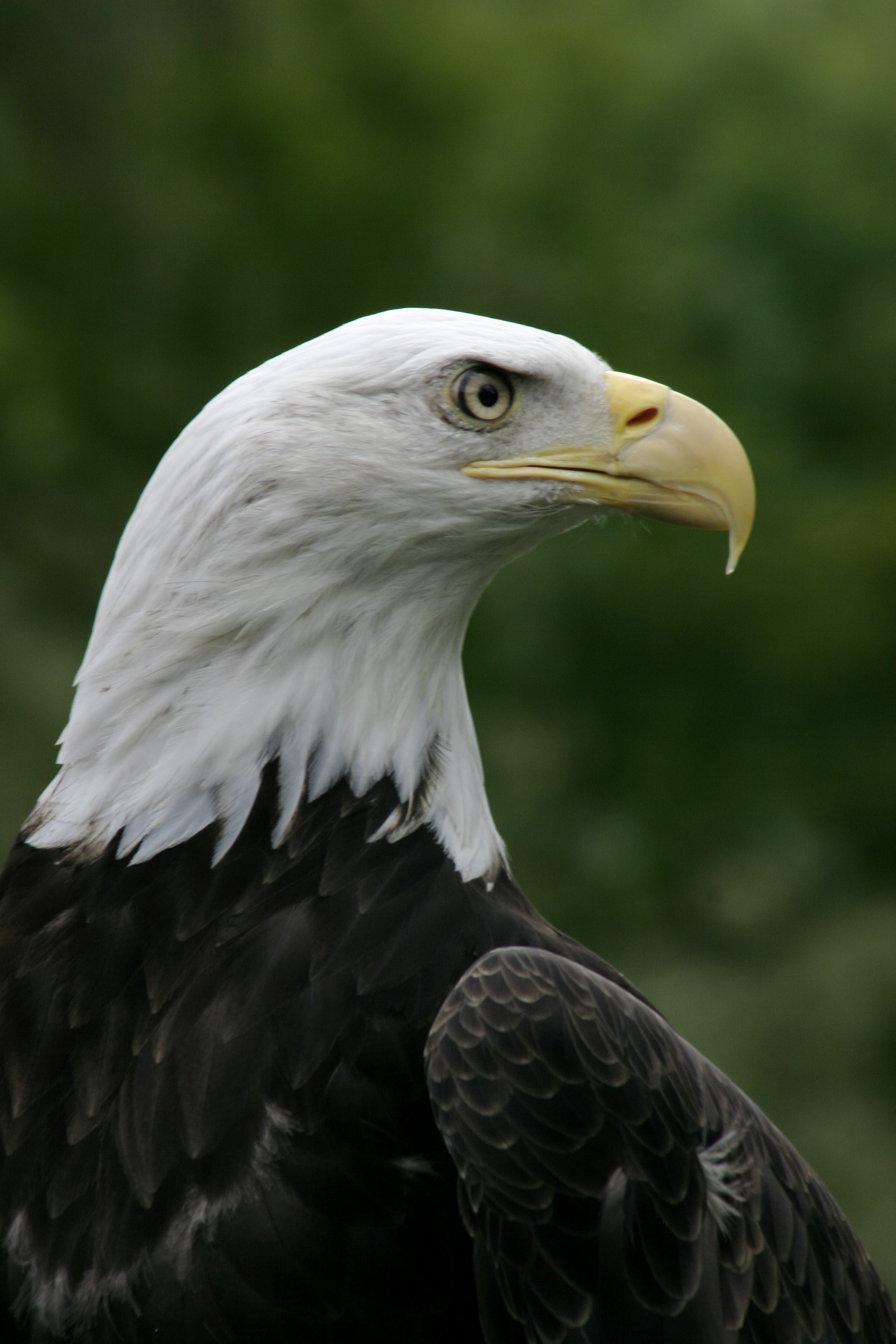
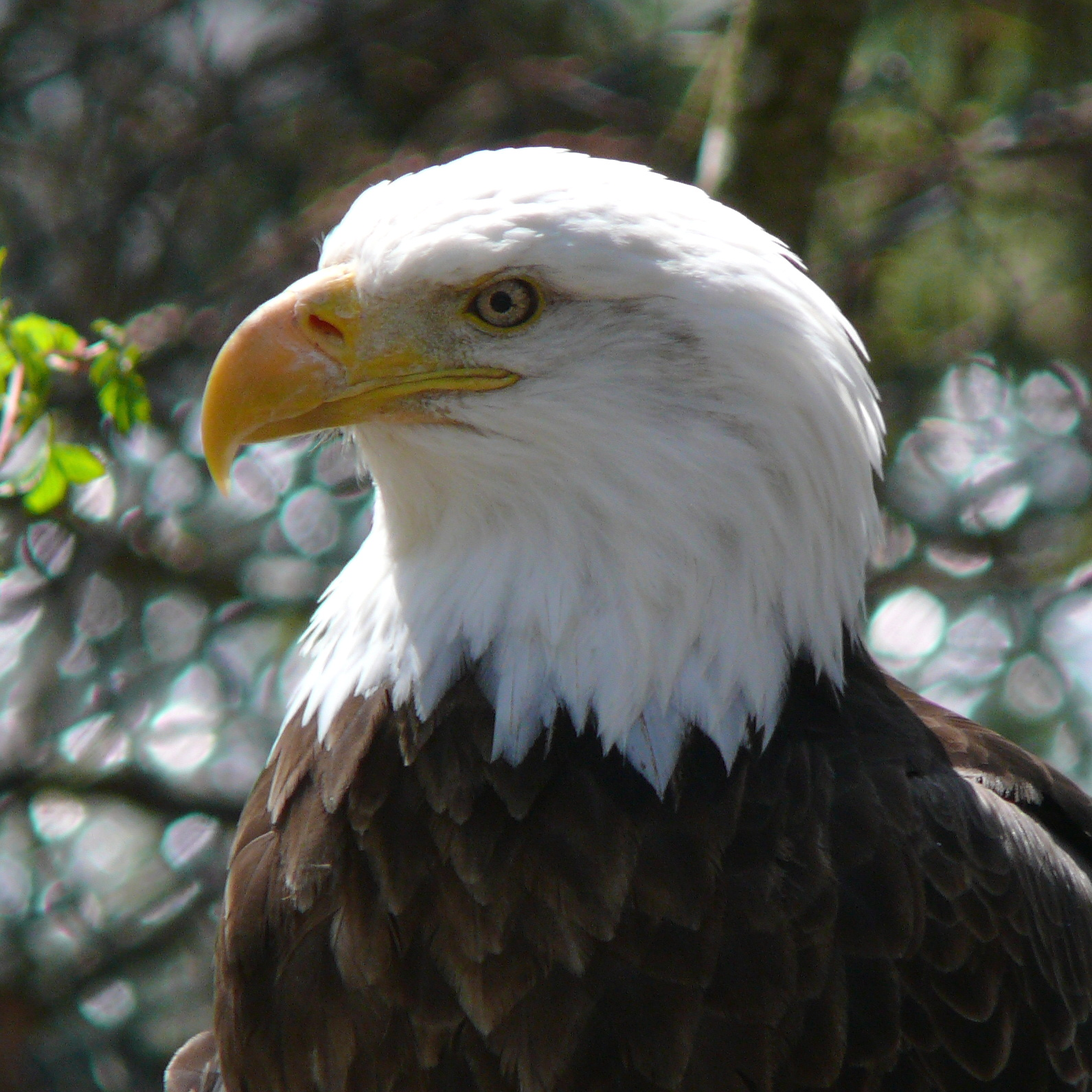

## Fordítás
- Ez a szócikk részben vagy egészben  a   Bald Eagle című angol Wikipédia-szócikk ezen változatának fordításán alapul.  Az eredeti cikk szerkesztőit annak laptörténete sorolja fel. Ez a jelzés csupán a megfogalmazás eredetét és a szerzői jogokat jelzi, nem szolgál a cikkben szereplő információk forrásmegjelöléseként.

## További irodalom
- Beans, Bruce E.. Eagle's Plume: The Struggle to Preserve the Life and Haunts of America's Bald Eagle. New York, NY: Scribner (1996). ISBN 0-684-80696-7. OCLC 35029744
- Gerrard, Jonathan M., Bortolotti, Gary R.. The Bald Eagle: Haunts and Habits of a Wilderness Monarch. Washington, DC: Smithsonian Institution Press (1988). ISBN 0-87474-451-2. OCLC 16801779
- Isaacson, Philip M.. The American Eagle, 1st, Boston, MA: New York Graphic Society (1975). ISBN 0-8212-0612-5. OCLC 1366058
- Knight, Richard L., Gutzwiller, Kevin J.. Wildlife and Recreationists: Coexistence through Management and Research. Washington, DC: Island Press (1995). ISBN 1-55963-257-7. OCLC 30893485
- Laycock, George. Autumn of the Eagle. New York. NY: Scribner (1973). ISBN 0-684-13413-6. OCLC 754345
- Petersen, Shannon. Acting for Endangered Species: The Statutory Ark. Lawrence, KS: University Press of Kansas (2002). ISBN 0-7006-1172-X. OCLC 48477567
- Spencer, Donald A.. Wintering of the Migrant Bald Eagle in the Lower 48 States. Washington, DC: National Agricultural Chemicals Association (1976). OCLC 2985418
- Stalmaster, Mark V.. The Bald Eagle. New York, NY: Universe Books (1987). ISBN 0-87663-491-9. OCLC 15014825
- Temple, Stanley A.. Endangered Birds: Management Techniques for Preserving Threatened Species. Madison, WI: University of Wisconsin Press (1978). ISBN 0-299-07520-6. OCLC 3750666
- Grant, Peter J. (1988) The Co. Kerry Bald Eagle Twitching (magazine)|Twitching 1(12): 379–80 – a fehérfejű rétisas és a rétisas fiatal egyedei között mutatkozó különbségeket mutatja be a tollazatuk tekintetében

### Videók
- Fehérfejű rétisas videók Archiválva 2016. március 22-i dátummal a Wayback Machine-ben az Internet Bird Collection oldalon
- Photo Field Guide on Flickr
- Több mint 100 fehérfejű rétisas Archiválva 2017. november 23-i dátummal a Wayback Machine-ben